# Radenci
Radenci (mađarski: Regede, njemački: Radein ili Bad Radein) je naselje i središte istoimene općine u sjevernoj Sloveniji. Radenci se nalaze u pokrajini Štajerskoj u blizini granice s Austrijom, na lijevoj obali rijeke Mure.

## Stanovištvo
Prema popisu stanovništva iz 2002. godine Radenci su imali 2162 stanovnika.

## Vanjske poveznice
- Satelitska snimka naselja, plan naselja  Arhivirana inačica izvorne stranice od 29. srpnja 2017. (Wayback Machine)